# Lãnh địa Utrecht
Lãnh chúa Utrecht (tiếng Hà Lan: Heerlijkheid Utrecht ) được thành lập vào năm 1528 khi Hoàng đế Karl V của Nhà Habsburg chinh phục Giáo phận vương quyền Utrecht, trong Chiến tranh Guelders.
Năm 1528, theo yêu cầu của Heinrich xứ Pfalz, Giám mục vương quyền xứ Utrecht, lực lượng Habsburg dưới sự chỉ huy của Georg Schenck van Toutenburg, đã giải phóng giáo phận, vốn bị Công quốc Guelders chiếm đóng từ năm 1521–1522. Vào ngày 20 tháng 10 năm 1528, Giám mục Heinrich bàn giao quyền lực cho Hoàng đế Karl V. Giáo phận vương quyền Utrecht chấm dứt tồn tại và được chia thành Lãnh địa Utrecht và Lãnh địa Overijssel, cả hai đều được cai trị bởi Stadtholder của Nhà Habsburg.
Từ năm 1528 đến năm 1584, Stadtholder xứ Utrecht giống như Stadtholder của Bá quốc Holland. Quyền lãnh chúa trở thành một phần của Vùng đế chế Bourgogne theo Lệnh trừng phạt thực dụng năm 1549, và là một trong Mười bảy tỉnh.
Trong Chiến tranh Tám mươi năm, ngay từ đầu Utrecht đã tham gia cuộc nổi dậy chống lại con trai của Karl là Felipe II của Tây Ban Nha. Nó là trung tâm của Liên minh Utrecht vào năm 1579.
Khi Cộng hòa Batavia được thành lập vào năm 1795, quyền địa chúa của Utrecht bị bãi bỏ.